# Holtzman Inkblot Test
De Holtzman Inkblot Test (HIT) is een projectieve test bedoeld om persoonlijkheid te meten. Qua opbouw en testmethode zijn er grote overeenkomsten met de rorschachtest. 
De HIT-methode is ontwikkeld door Wayne Holtzman in 1961 als antwoord op kritiek op de rorschachtest. Rorschach werd, ondanks de meest vooraanstaande projectieve test te zijn in die tijd,  verweten subjectief van aard te zijn. In tegenstelling tot de rorschachtest kent de HIT-methode een vaststaand scoringssysteem van 22 variabele categorieën. 
Ondanks de pogingen van Holtzman blijkt de scoring van de 22 categorieën variabel te zijn. De test wordt in verscheidene longstay-afdelingen gebruikt van tbs-klinieken. In het verlengde hiervan gebruiken re-integratie-instellingen de HIT-methode om persoonlijke gesteldheid van gedetineerden te meten bij het re-integratie-traject.